# News of the World Tour
Tournées par Queen
A Day at the Races Tour 
 (1977) Jazz Tour 
 (1978-79)
News of the World Tour est une tournée du groupe britannique Queen organisée en 1977 et 1978 en promotion de l'album News of the World. Elle compte 46 concerts donnés au total,.

## Dates de la tournée
| Date              | Ville        | Pays                 | Lieu                           |
| ----------------- | ------------ | -------------------- | ------------------------------ |
| Amérique du Nord  |              |                      |                                |
| 11 novembre 1977  | Portland     | États-Unis           | Cumberland County Civic Center |
| 12 novembre 1977  | Boston       | États-Unis           | Boston Garden                  |
| 13 novembre 1977  | Springfield  | États-Unis           | Springfield Civic Center       |
| 15 novembre 1977  | Providence   | États-Unis           | Providence Civic Center        |
| 16 novembre 1977  | New Haven    | États-Unis           | New Haven Coliseum             |
| 18 novembre 1977  | Détroit      | États-Unis           | Cobo Hall                      |
| 19 novembre 1977  | Détroit      | États-Unis           | Cobo Hall                      |
| 21 novembre 1977  | Toronto      | Canada               | Maple Leaf Gardens             |
| 23 novembre 1977  | Philadelphie | États-Unis           | The Spectrum                   |
| 24 novembre 1977  | Philadelphie | États-Unis           | The Spectrum                   |
| 25 novembre 1977  | Norfolk      | États-Unis           | Norfolk Scope                  |
| 27 novembre 1977  | Cleveland    | États-Unis           | Richfield Coliseum             |
| 29 novembre 1977  | Washington   | États-Unis           | Capital Centre                 |
| 1er décembre 1977 | New York     | États-Unis           | Madison Square Garden          |
| 2 décembre 1977   | New York     | États-Unis           | Madison Square Garden          |
| 4 décembre 1977   | Dayton       | États-Unis           | University of Dayton Arena     |
| 5 décembre 1977   | Chicago      | États-Unis           | Chicago Stadium                |
| 8 décembre 1977   | Atlanta      | États-Unis           | Omni Coliseum                  |
| 10 décembre 1977  | Fort Worth   | États-Unis           | Fort Worth Convention Center   |
| 11 décembre 1977  | Houston      | États-Unis           | The Summit                     |
| 15 décembre 1977  | Las Vegas    | États-Unis           | Aladdin Theatre                |
| 16 décembre 1977  | San Diego    | États-Unis           | San Diego Sports Arena         |
| 17 décembre 1977  | Oakland      | États-Unis           | Oakland Coliseum Arena         |
| 20 décembre 1977  | Long Beach   | États-Unis           | Long Beach Arena               |
| 21 décembre 1977  | Long Beach   | États-Unis           | Long Beach Arena               |
| 22 décembre 1977  | Los Angeles  | États-Unis           | The Forum                      |
| Europe            |              |                      |                                |
| 12 avril 1978     | Stockholm    | Suède                | Johanneshovs Isstadion         |
| 13 avril 1978     | Copenhague   | Danemark             | Falkoner Center                |
| 14 avril 1978     | Hambourg     | Allemagne de l'Ouest | Ernst-Merck-Halle              |
| 16 avril 1978     | Bruxelles    | Belgique             | Forest National                |
| 17 avril 1978     | Bruxelles    | Belgique             | Forest National                |
| 19 avril 1978     | Rotterdam    | Pays-Bas             | Ahoy Rotterdam                 |
| 20 avril 1978     | Rotterdam    | Pays-Bas             | Ahoy Rotterdam                 |
| 21 avril 1978     | Bruxelles    | Belgique             | Forest National                |
| 23 avril 1978     | Paris        | France               | Pavillon de Paris              |
| 24 avril 1978     | Paris        | France               | Pavillon de Paris              |
| 26 avril 1978     | Dortmund     | Allemagne de l'Ouest | Westfalenhallen                |
| 28 avril 1978     | Berlin       | Allemagne de l'Ouest | Deutschlandhalle               |
| 30 avril 1978     | Zurich       | Suisse               | Hallenstadion                  |
| 2 mai 1978        | Vienne       | Autriche             | Wiener Stadthalle              |
| 3 mai 1978        | Munich       | Allemagne de l'Ouest | Olympiahalle                   |
| 6 mai 1978        | Stafford     | Angleterre           | Bingley Hall                   |
| 7 mai 1978        | Stafford     | Angleterre           | Bingley Hall                   |
| 11 mai 1978       | Londres      | Angleterre           | Wembley Arena                  |
| 12 mai 1978       | Londres      | Angleterre           | Wembley Arena                  |
| 13 mai 1978       | Londres      | Angleterre           | Wembley Arena                  |